# Mastrus sanguinatorius
Mastrus sanguinatorius là một loài tò vò trong họ Ichneumonidae.